# El Correo de Mallorca
Sota el nom de El Correo de Mallorca han aparegut a Palma tres diaris entre l'any 1859 i el 1953.
Entre el 1859 i el 1869 sortí El Correo de Mallorca, diari d'informació general, adscrit a una ideologia liberal moderada. A la seva darrera època en va ser director Joan Lluís Oliver. Es publicava íntegrament en castellà. El segon Correo de Mallorca va sortir a Palma entre 1887 i 1888, en substitució de Las Noticias, també redactat del tot en castellà.
El tercer diari d'aquest nom s'edità entre 1910 i 1953, amb el subtítol de Periódico Católico. Continuà la trajectòria de la Gaceta de Mallorca i estava lligat al bisbat de Mallorca. Molts dels seus redactors i col·laboradors eren preveres. D'acord amb això donà molta importància als temes religiosos, combaté amb duresa el socialisme, el comunisme i la Segona República. En aquesta etapa donà suport a la Unió de les Dretes i a l'Acció Popular Agrària.
En foren directors Joan Ramis d'Ayreflor i Saura i Rafael Caldentey Cantallops. Entre els col·laboradors s'hi comptaren Jaume Puig, Sebastià Sabater, Josep Sabater, Antoni Maria Sbert i Massanet, Miquel Peñaflor, Andreu Pont Llodrà, Andreu Caselles i Caselles, Andreu Caimari Noguera, José Calvo Sotelo, Severino Aznar i Cirici Ventalló. Estava redactat en castellà. El 1952 es fusionà amb La Almudaina per originar, l'any 1953, el Diario de Mallorca.